# Cyrtopogon infuscatus
Cyrtopogon infuscatus là một loài ruồi trong họ Asilidae. Cyrtopogon infuscatus được Cole miêu tả năm 1919. Loài này phân bố ở vùng Tân Bắc giới.